# 薩摩拳

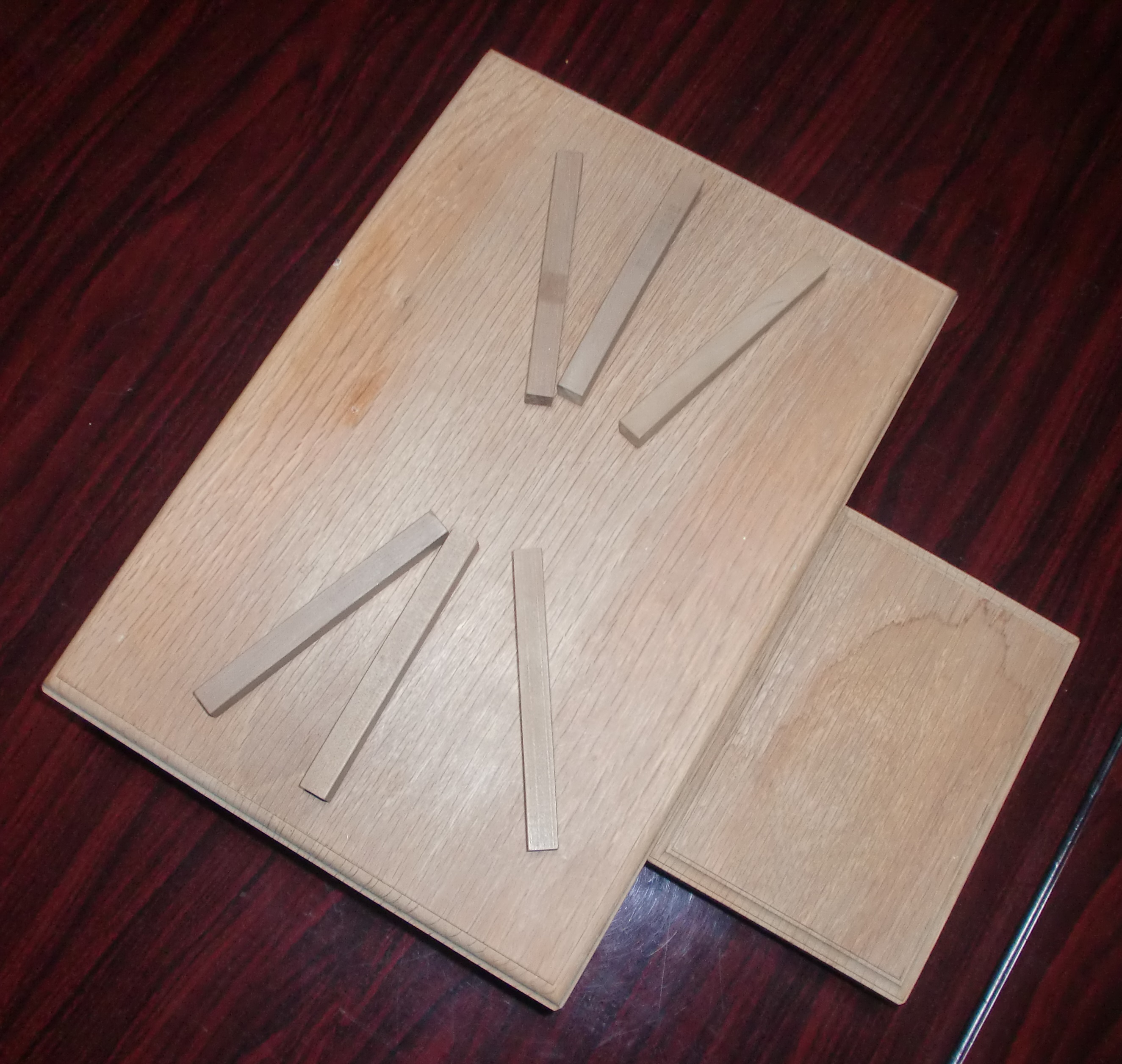
薩摩拳で使用される道具類

『薩摩拳』（さつまけん）とは、南州域のうち鹿児島県と宮崎県南部で行われる伝統的な盤上遊戯。通称『なんこ』。

## 構成
慶長3年（1598年）、島津義弘が朝鮮の役から帰国した際に始められたのが最初と伝えられる。
日本各地に点在する拳遊びの1つであり、高知県などの酒席で催される座興『箸拳』の源流とされる。なんこ専用の遊具が存在するが、仮にそれらを用いずとも全長10cm前後、直径1cm程度の棒状のものが6本あれば事足り、南州域では大人と子ども、あるいは熟練者と初心者が対等に立ち会える気軽なポータブルゲームとしての側面も持つ。

## ルール

### 基本ルール
- 何らかの方法で親・子を決める（主にじゃんけんの勝者が親を務める）。
- 相手に見えないよう手を後ろに回し、左右どちらかの片手になんこ棒を縦に握り込む（最大3本）。
- 子が握り込んだ手をなんこ盤の上に置き、親もこれに続いて手を盤上に置く。
- お互いの手中に握り込んだ棒の合計本数を予想し、親が数を宣言する。
- 続いて子が数を宣言するが、親が選んだ数は避けなければならない（親の宣言が4であれば、子の宣言は0・1・2・3・5・6から選ぶ）。
- 両者宣言後、盤上にお互いの棒を晒して合計本数を確認。双方不正解の場合は親子が入れ替わる。
- これを繰り返して勝負を決する規定数を先取したほうが勝ち（大抵は2本先取だが、多数参加の団体戦では1本先取とする場合もある）。
- 敗者は千代香から注がれた盃一杯の焼酎を一息に飲み干す。
- これを最初に決めた勝負回数、またはお互いの気の済むまで繰り返す。

### 特別ルール
- 対戦者が諸事情により飲酒不可能の場合は絶対に焼酎を勧めてはならず、黒酢で代用する。
- 所によっては勝者が敗者からの献杯を受ける事もあり、これを「花」（はな）と呼ぶ。

## 本数の呼び方
| 本数   | 呼び方                                                                                               |
| ------ | --- |
| 0      | 零本、なし、風（フウ）、おいやらん（誰もいない）、お手パラ（あなたの手中はゼロ）                     |
| 1      | 一本、一丁、一人者、天皇陛下、大統領、稲田ンカカシ、ウゼケンイット（世間一人）、電気ンバシタ（電柱） |
| 2      | 二本、下駄ン歯、ジャン、ジャンボ（両棒）、オンジョンボ（夫婦）、夜明け                               |
| 3      | 三本、下駄ン目、インノシベン（犬の小便=足が3本）、鍋こしい                                           |
| 4      | 四本、シンメ（四枚）、蚊帳ン釣手、クイマンタイヤ（車のタイヤ）、鶏が二匹（足が4本）、菜の花          |
| 5      | 五本、ゴンメ（五枚）、ゴンジュウ（五十）、片手（五本）、五人め、五人め餅                             |
| 6      | 六本、スッパイ（全部）、ウゼケンイッペ（世間一杯）、ケネジュウ（家内中）、アイタケ                   |
| 同数   | ズッ、ドッコイ、兄弟                                                                                 |
| その他 | アニョ（兄の意、自分より一本多い）、オトッ（弟、自分より一本少ない）                                 |